# 美第奇喷泉

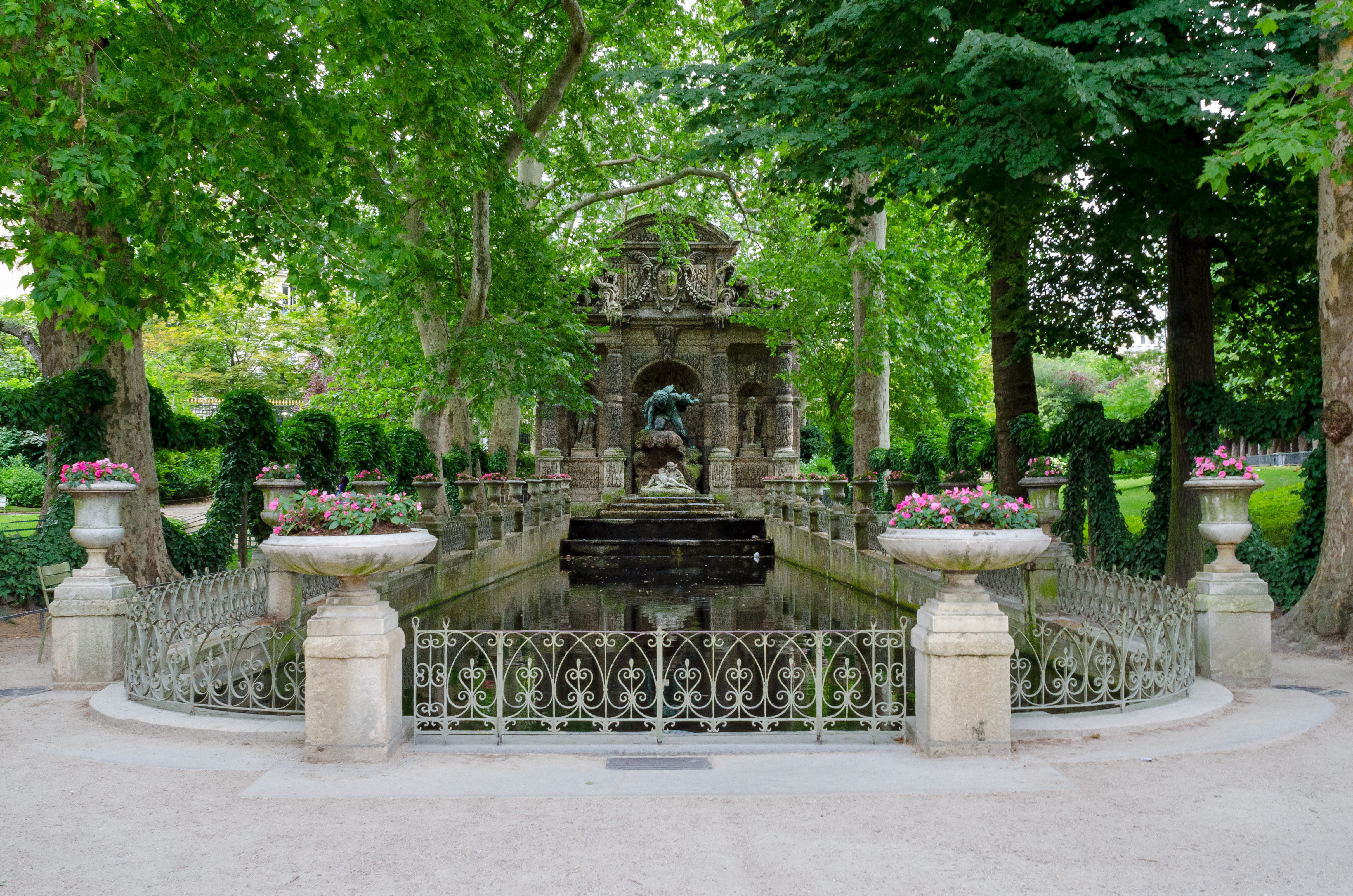
美第奇喷泉

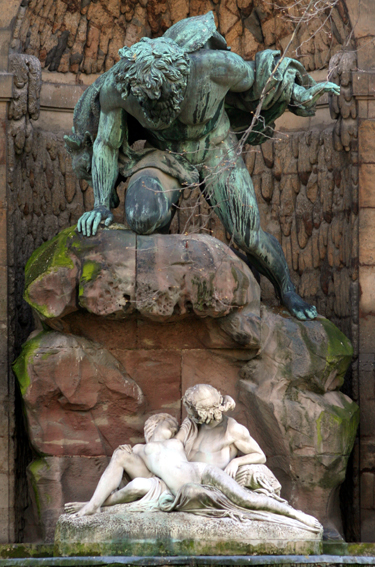
Polyphemus Surprising Acis and Galatea, by sculptor Auguste Ottin, was added to the fountain in 1866.

美第奇喷泉（法语：La fontaine Médicis）是一个位于巴黎第六区卢森堡公园内的雕塑喷泉，在1630年由法國國王亨利四世的遗孀、路易十三的摄政王太后玛丽·德·美第奇兴建。1864至1866年移至现址重建。
在凯瑟琳·德·美第奇（1559-1589）和玛丽·德·美第奇 （1610-1642）摄政时期，意大利主义风格在法国达到繁荣。一批来自佛罗伦萨社会的艺术家，其中包括帮助设计了新桥上的亨利四世雕像的雕塑家弗朗切斯科Bordoni；曾修建佛罗伦萨和罗马的美第奇别墅喷泉的技术员托马斯兰奇尼，都急于在法国找到皇家主顾。不久，精心装饰着雕塑和喷泉的意大利文艺复兴特色的花园，出现在了法国第一座文艺复兴风格的枫丹白露宫花园，以及其他王室宫殿。
1623年到1630年，摄政王太后玛丽·德·美第奇在左岸兴建自己的宫殿。新宫殿模仿她家乡佛罗伦萨的碧提宮，宫殿周围的花园则模仿佛罗伦萨的波波里花园